# Paraonis pygoenigmatica
Paraonis pygoenigmatica är en ringmaskart som beskrevs av Jones 1968. Paraonis pygoenigmatica ingår i släktet Paraonis och familjen Paraonidae. Inga underarter finns listade i Catalogue of Life.